# Nowohryhoriwka Druha
Nowohryhoriwka Druha (ukr. Новогригорівка Друга) – wieś na Ukrainie, w obwodzie kirowohradzkim, w rejonie kropywnyckim, w hromadzie Dołynśka. W 2001 liczyła 378 mieszkańców, spośród których 360 wskazało jako ojczysty język ukraiński, a 18 rosyjski.